# 60.ª Cúpula de Chefes de Estado do Mercosul
A 60ª Cúpula de Chefes de Estado do Mercosul foi a primeira cimeira do bloco realizada presencialmente desde o início da pandemia de Covid-19, que impediu o encontro dos presidentes da região desde o início do ano de 2020. Os governantes se reuniram até então em formato virtual, o que impossibilitou que os chefes de Estado conversassem presencialmente.
A cúpula teve baixa participação de comparada à edições anteriores. A ausência mais notada foi a do presidente do Brasil, Jair Bolsonaro, que não justificou um motivo concreto para sua ausência. Outras ausências notáveis são a de presidentes que não fazem parte oficialmente do Mercosul, como os presidentez Luis Arce e Gabriel Boric, da Bolívia e do Chile respectivamente, países que geralmente não se ausentam nas cúpulas do bloco.
A ausência do brasileiro e de outros líderes coincidem com a postura do Uruguai, Estado-membro do Mercosul que optou por tratar um acordo de livre comércio com a China de forma solo, o que vai contra as normas base do bloco sul-americano, que implica que: todo e qualquer acordo exterior deve ser previamente aprovado e incluso todos os países membros do Mercado Comum. A decisão do Uruguai de levar em frente o TLC – Tratado de Livre Comércio – foi abertamente criticado por Argentina, Brasil e Paraguai.

## Presidentes participantes
Abaixo estão os nomes dos presidentes que participaram do evento presencialmente.

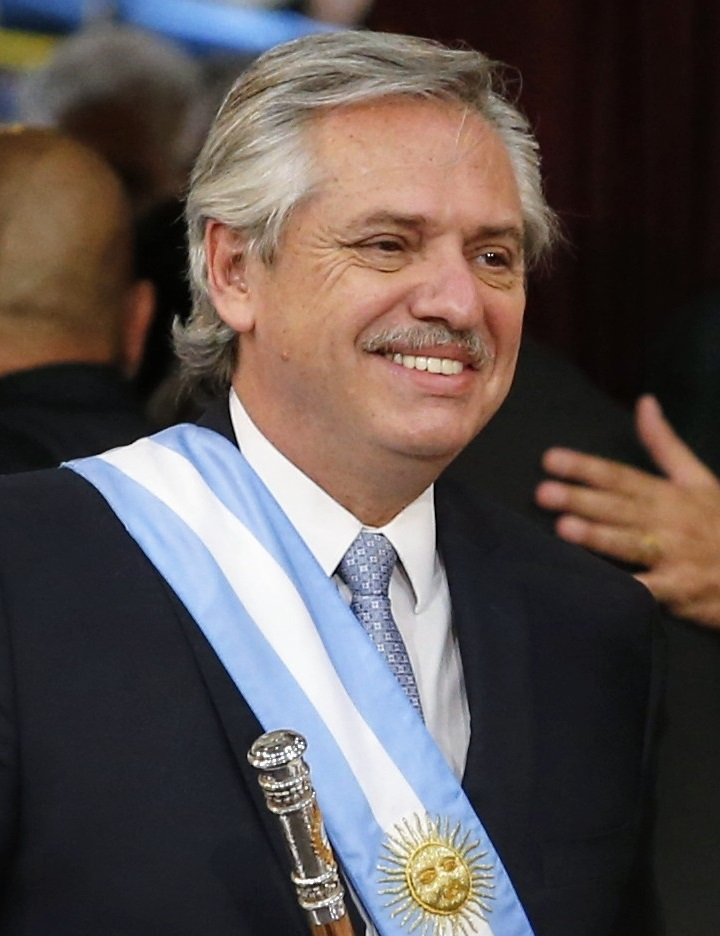
ARG Alberto Fernández, Presidente
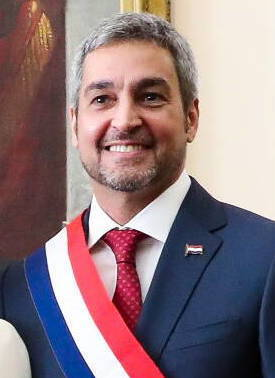
PAR Mario Abdo Benítez, Presidente (anfitrião)
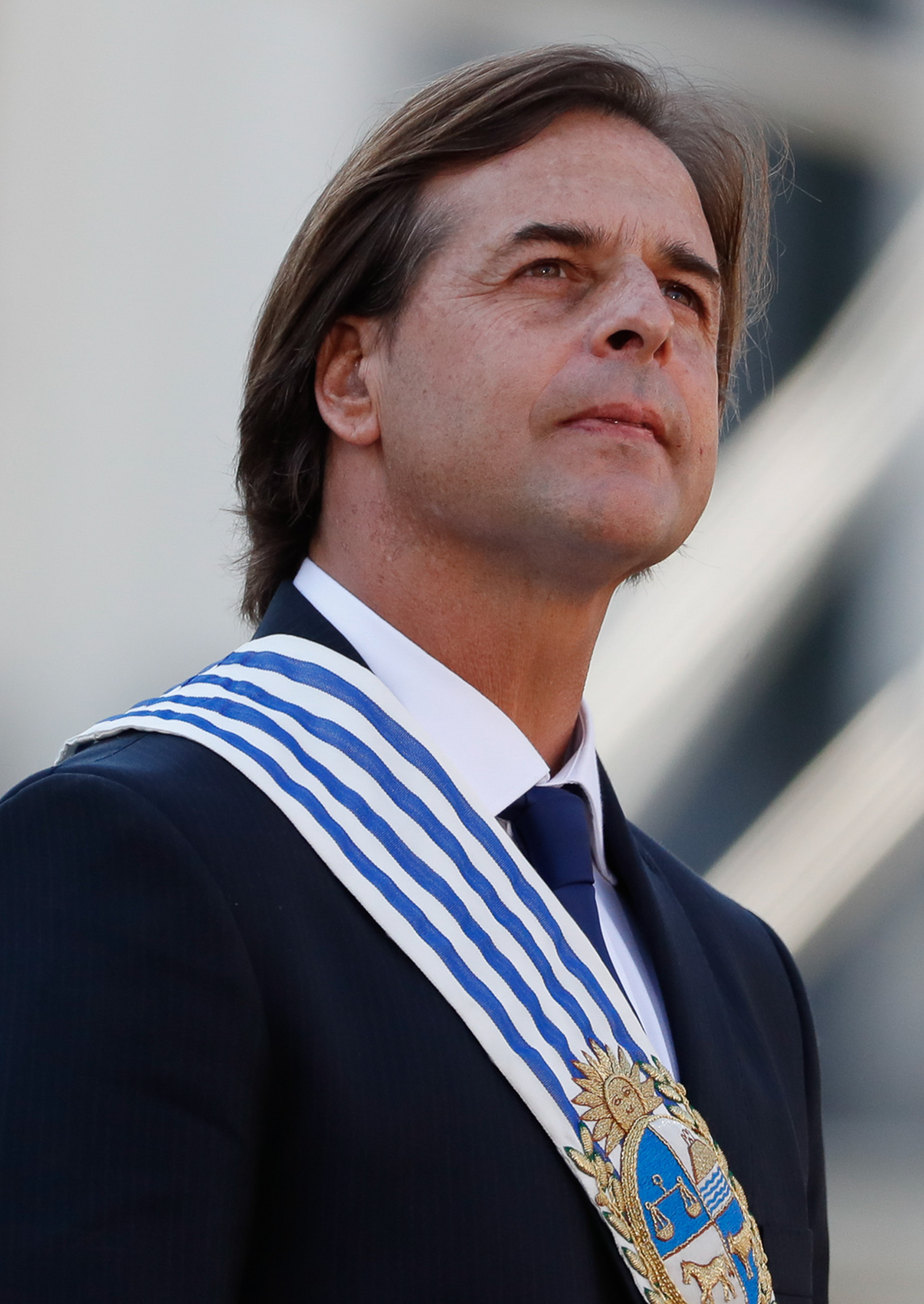
URY Luis Lacalle Pou, Presidente

- Argentina
Alberto Fernández, Presidente
- Paraguai
Mario Abdo Benítez, Presidente (anfitrião)
- Uruguai
Luis Lacalle Pou, Presidente

### Presidentes ausentes (Estados-membros)
- Jair Bolsonaro
- Juan Guaidó*

### Presidentes ausentes (Estados associados)
- Luis Arce
- Gabriel Boric
- Iván Duque
- Guillermo Lasso
- Irfaan Ali
- Pedro Castillo
- Chan Santokhi

Observadores:
- Andrés Manuel López Obrador
- Jacinda Ardern